# Dona (fútbol playa)
Francisco Jesús Donaire López (Granada, 16 de agosto de 1982), conocido simplemente como Dona, es un jugador de fútbol playa español que juega como portero en la selección de España, de la que es el jugador con más partidos internacionales en la historia. Ha disputado siete ediciones de la Copa Mundial de Fútbol Playa de la FIFA, ganando el Guante de Oro en 2013.